# 마키노 야스시게 (에도 시대)
마키노 야스시게(일본어: 牧野康重, 1677년 10월 18일 ~ 1723년 1월 4일)는 에치고 요이타번 제3대 번주, 시나노 고모로번 초대 번주를 지냈다. 에치고 나가오카 번 마키노 분가(越後長岡藩分家牧野家) 제3대 당주.
다테바야시번 소샤반이었던 하타모토 혼조 무네스케의 삼남으로 태어났다. 마쓰다이라 스케토시는 야스시게의 맞형이다. 요이타 번 선대 번주 마키노 야스미치의 세자 마키노 야스즈미가 요절하여 야스시게가 양자로 입적되었다. 양자입적된지 얼마 되지않아 마키노 야스미치는 은거하였고 야스시게가 요이타 번을 물려받게 된다.
| 전임 마키노 야스미치 | 제3대 요이타번 번주 (마키노가) 1689년 ~ 1696년 | 후임 이이 나오노리 |

| 전임 마쓰다이라 노리타다 | 제1대 고모로번 번주 (마키노가) 1696년 ~ 1722년 | 후임 마키노 야스치카 |